# Biscuiterie (Dakar)
Biscuiterie ist einer der 19 Stadtbezirke der Metropole Ville de Dakar, der Hauptstadt Senegals mit dem Status einer Gemeinde (commune). Der Name des Stadtbezirks hat seinen Ursprung darin, dass hier die Keksfabrik Biscuiterie de la Médina (BDM) lag.

## Geografie
Biscuiterie liegt im Inneren der Cap-Vert-Halbinsel. Der Stadtbezirk erstreckt sich als Dreispitz lang und schmal in Süd-Nord-Richtung über zwei Kilometer. Im Nordwesten grenzt er an die Avenue du Président Habib Bourguiba, im Osten an die Avenue Cheick Ahmadou Bamba Mbacké, im Süden an die Rue Ahmadou Malick Gueye und im Westen an die Allées Cheickna Cheick Sidaty Aïdara. Benachbart sind im Uhrzeigersinn die Stadtbezirke Grand Dakar, Sicap-Liberté und Dieuppeul-Derklé im Westen, sowie im Osten HLM.
Der Stadtbezirk hat eine Fläche von 1,215 km². Er ist fast vollständig bebaut und außerordentlich dicht besiedelt.

## Geschichte
Im Jahr 1996 wurde Biscuiterie als commune d’arrondissement im Arrondissement de Grand Dakar zu einem Stadtbezirk der Metropole Ville de Dakar. Im Jahr 2014 erhielt der Stadtbezirk, wie in Senegal alle communes d'arrondissement, den landesweit einheitlichen Status einer Gemeinde (commune).

## Bevölkerung
Die letzten Volkszählungen ergaben für den Stadtbezirk jeweils folgende Einwohnerzahlen:
| Jahr | Einwohner |
| ---- | --------- |
| 1988 | …         |
| 2002 | 50.597    |
| 2013 | 68.547    |
| 2023 | 74.025    |

## Infrastruktur und Kultur
Im Norden, an der Avenue du Président Habib Bourguiba, liegt das Gelände der 2003 geschlossenen Biscuiterie de la Médina (BDM), die sich seitdem zu einem international bedeutsamen Kulturzentrum entwickelt hat. Es ist als Standort einbezogen in die Biennale de Dakar, auch als Dak'Art bekannt.
Im Stadtbezirk am Place de l’Unité Africaine, der teilweise noch bekannt ist als Rond point Jet d'eau, liegt der Unternehmenssitz von Sicap, der Immobiliengesellschaft, die im Rahmen der Stadterweiterung Dakars in den letzten Jahrzehnten den Bau eines ganzen Gürtels von Stadtvierteln geplant und verwirklicht hat.